# Коротеев, Василий Игнатьевич
Василий Игнатьевич Коротеев (14 января 1911 — 11 апреля 1964) — советский писатель и журналист, военный корреспондент «Красной Звезды». Автор мифа о «28 панфиловцах», разоблачённый Прокуратурой СССР в 1948 году.

## Биография
Окончил Серафимовичскую среднюю школу. После учёбы он по путёвке едет в Саратов, поступает в зооветинститут, становится первым секретарём областного комитета ВЛКСМ.
До Великой Отечественной войны В. И. Коротеев работал в редакции газеты «Юный ленинец» (Сталинград). Весной 1941 года перешел в «Комсомольскую правду», а с началом войны стал военным корреспондентом «Красной Звезды».
Призван в РККА приказом зам.наркома обороны Мехлиса № 01913 от 28 июля 1941 года. Как военный корреспондент «Красной звезды» в звании гвардии подполковника закончил войну на подступах к Берлину.
Дружил с Симоновым, Шолоховым, Ортенбергом.
Перу В. Коротеева принадлежит статья «Гвардейцы-панфиловцы в боях за Москву», опубликованная 27 ноября 1941 г. Эта статья стала третьей статьёй о неравном бое гвардейцев-панфиловцев с танками противника. Первой была заметка Г. Иванова в «Известиях». Второй была статья Д. Чернышёва в Комсомольской правде, где впервые было сказано, что все бойцы погибли, но танки не пропустили, а также было указано количество танков — 54, из которых «горсточка бойцов» подбила 18. Но именно короткая корреспонднеция Коротеева легла в основу статьи Кривицкого о подвиге 28 героев-панфиловцев. Кривицкий уже указал точное число бойцов, а в его последующих статьях появилось место боя — разъезд Дубосеково — и конкретные фамилии бойцов. По данным Главной военной прокуратуры история 28 панфиловцев является литературным вымыслом Коротеева, Ортенберга «и в особенности Кривицкого».
Позже В. Коротеев работал в Сталинграде.

## После войны
Опубликовал несколько книг на военную тему.
Умер в 1964 году. Похоронен на Троекуровском кладбище.

## Награды
Приказом ВС Южного фронта № 13/н от 30.01.1943 года батальонный комиссар Коротеев был награждён орденом Красной Звезды за сбор данных для написания статей «В Сталинграде», «Ночной бой в Сталинграде», «Волгарь», «Бой за заводы», находясь непосредственно в боевых порядках пехоты на переднем крае под пулеметным обстрелом противника. Награждён медалью «За оборону Сталинграда».
В 1944 году награждён медалью «За оборону Москвы».
Приказом ВС 4-го Украинского фронта № 170/н от 25.05.1944 года майор Коротеев награждён орденом Красной Звезды за оперативное освещение боевых действий соединений фронта и оказание помощи в воспитании воинов, передаче боевого опыта.
Приказом ВС 4-го Украинского фронта № 114/н от 27.05.1945 года старший корреспондент редакции газеты ЦО НКО «Красная Звезда» подполковник Коротеев награждён орденом Отечественной войны I степени за организацию злободневного материала о боевых делах фронта и героях боев, и написание ряда статей о командирах полков, дивизий, корпусов и роли руководящих политработников.
В мирное время награждён орденом Трудового Красного Знамени (28.10.1948).
Приказом УК ГлавПУ РККА корреспондент газеты «Комсомольская Правда» подполковник Коротеев награждён медалью «За победу над Германией в Великой Отечественной войне 1941—1945 гг».

## Семья
Жена — разведчица Надежда Троян (1921—2011) — Герой Советского Союза (1943).
Братья — Алексей, Александр Коротеевы, сестра — Анна.
Сын — Алексей — кардиохирург.